# Sam Hoare
Sam Hoare, född 27 juni 1981, är en brittisk skådespelare.
Hoare har bland annat medverkat i TV-serierna Jane Eyre från 2006, I Dickens magiska värld från 2016 och Grace från 2023.

## Filmografi (i urval)
- 2006 – Jane Eyre (TV-serie)
- 2016 – I Dickens magiska värld (TV-serie)
- 2023 – Grace (TV-serie)